# Cratere Occia
Occia è un cratere sulla superficie di 4 Vesta.